# Jacob Duwall (1625–1684)
Jacob Duwall, född 23 september 1625 i Vendels socken, död i januari 1684 i Reval, var en svensk friherre, militär och ämbetsman.
Jacob Duwall var son till Jacob Duwall och Elisabet Robertsdotter von Rosen. Han skrev sig som friherre till Ludvika och Ekhammar i Stockholms-Näs socken. Duwall blev student vid Uppsala universitet 1636, var marskalk på Nils Brahes ambassad till Frankfurt am Main 1658. Senare var han major vid ett skånskt regemente och erhöll överstelöjtnants titel. Under 1669 var han landshövding i Österbottens län.
Han var gift med Brita Skytte af Sätra (1642–1687). En av deras söner var Jakob Duwall.